# Павлицкий, Стефан
Стефан Павлицкий (пол. Stefan Zachariasz Pawlicki; 1839—1916) — польский философ

, богослов и педагог; ректор Ягеллонского университета в 1905—1906 гг.

## Биография
Стефан Павлицкий родился 2 сентября 1839 года в городе Данциге (ныне Гданьск). Получил образование в Бреславльском университете. 
В первых своих исследованиях Павлицкий явился сторонником дарвинизма и позитивизма («Przemiany czlowieka» в «Dzienniku liter.» за 1866 год и др.). 

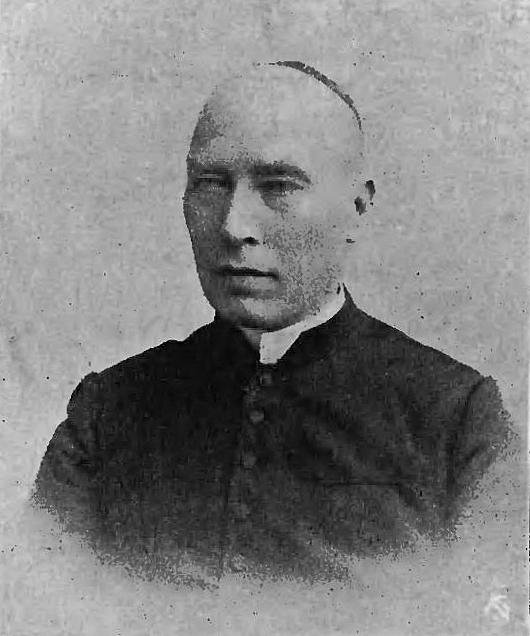
Стефан Павлицкий

В 1864 году назначенный доцентом Варшавской главной школы, С. Павлицкий написал несколько исследований по истории философии: «De Schopenhaueri docirina et philosophandi ratione» (1865), «Szkoła Eleatów» (1867), «Abelard i Heloiza», «Wyprawa filozofów» и другин. 
Поступив в 1869 году в Воскресенцы в Риме, Павлицкий выступил противником тех идей, которые раньше защищал и пропагандировал, и в своих философских трактатах стал строго руководствоваться религиозно-богословской точкой зрения; в то же время стал деятельным сотрудником узкоклерикальных изданий «Przegląd polski» и «Przegląd Lwowski» по вопросам веры. 
Последующие его исследования: «Materyjalizm w obec nauki» (1870), «Antropologija predhistoryczna i chronologija Mojzesza» (1871), «Czlowiek i małpa» — придирчивый разбор Дарвина (1872), «Mózg i dusza» (2 изд., 1874), «Lassale i przyszlość socyjalizmu» (1874), «Studyja nad Darwinizmém» (2 изд., 1875), «Kilka slów о podstawie» i granicach filozofii» (1878), «О początkach chrystyanizmu», «Studya nad pozytywizmém» и другие; значительный интерес представляет «Historya filozofii greckiej» (том 1 — до Платона, 1890 года), написанная, согласно «ЭСБЕ», беспристрастно и «вполне научно».
Стефан Павлицкий умер 28 апреля 1916 года в городе Кракове.